# Callorhynchus atlanticus
Genre
Espèce
Callorhynchus atlanticus est une espèce de poisson cartilagineux de la sous-classe des chimères, la seule espèce de son genre Callorhynchus  selon ITIS.
Les autres bases de données ignorent le genre Callorhynchus.